# Stefania Sansonna
Stefania Sansonna (Canosa di Puglia, 1º novembre 1982) è un'ex pallavolista italiana, di ruolo libero.

## Carriera
La carriera pallavolistica di Stefania Sansonna inizia nel 1994 nella Polisportiva Popolare Canosa, in Serie D, dove resta fino al '97, infatti nella stagione 1997-98 fa il suo esordio nella pallavolo professionistica, ingaggiata dalla Centro Ester Pallavolo di Napoli, Serie A1.
Dopo una parentesi nel Faenza in Serie B2, dalla stagione 1998-99 e per ben sei annate consecutive, disputerà esclusivamente campionati di Serie B1, prima nel Polizia Municipale Volley Potenza per tre stagioni, poi nella Pallavolo Azzurra Casette per una stagione e infine nel Assi Manzoni Pallavolo Brindisi per due stagioni.
Nella stagione 2005-06 fa il suo esordio nella pallavolo professionista in serie A2 con l'Effe Sport Isernia. Nella stagione 2006-07 viene ingaggiata dal Castellana Grotte con la quale conquista la promozione nella massima serie a fine stagione 2007-08. Dalla stagione 2008-09 gioca stabilmente come titolare a Castellana Grotte in Serie A1.
Nella stagione 2010-11 viene ingaggiata dall'Asystel Volley di Novara; al termine della stagione 2011-12, dopo l'uscita della squadra piemontese dai play-off scudetto, viene ingaggiata per il finale di campionato dalla squadra azera del İqtisadçı Voleybol Klubu, per sostituire Yūko Sano.
Nella stagione 2012-13 torna in Italia, vestendo la maglia del River Volley Piacenza per due annate, con cui vince due Coppe Italia, due scudetti e una Supercoppa italiana; nel 2014 ottiene le prime convocazioni in nazionale. Nella stagione 2014-15 è nuovamente a Novara, questa volta però con l'AGIL Volley, con cui si aggiudica tre Coppe Italia, lo scudetto 2016-17, la Supercoppa italiana 2017 e la Champions League 2018-19: all'inizio della stagione 2021-22 annuncia la sua gravidanza, fermando conseguentemente l'attività agonistica.

## Palmarès

### Club
- Campionato italiano: 3

2012-13, 2013-14, 2016-17
- Coppa Italia: 5

2012-13, 2013-14, 2014-15, 2017-18, 2018-19
- Supercoppa italiana: 2

2013, 2017
- Champions League: 1

2018-19